# STS-102
La STS-102 è una missione spaziale del Programma Space Shuttle.

## Equipaggio
- Comandante: James Wetherbee (5)
- Pilota: James M. Kelly (1)
- Specialista di missione: Andrew Thomas (3)
- Specialista di missione: Paul Richards (1)

### Equipaggio in partenza per la ISS (Expedition 2)
- Comandante ISS: Jurij Vladimirovič Usačëv (4)
- Ingegnere di volo ISS: James Voss (5)
- Ufficiale scientifico ISS: Susan Helms (5)

### Equipaggio di rientro dalla ISS (Expedition 1)
- Comandante ISS: William Shepherd (4)
- Comandante Sojuz ISS: Jurij Pavlovič Gidzenko (2)
- Ingegnere di volo ISS: Sergej Konstantinovič Krikalëv (5)

Tra parentesi il numero di voli spaziali completati da ogni membro dell'equipaggio, inclusa questa missione.

## Parametri della missione
- Massa:
  - Navetta al lancio: 99.503 kg
  - Navetta al rientro: 90.043 kg
  - Carico utile: 5.760 kg
- Perigeo: 370 km
- Apogeo: 381 km
- Inclinazione: 51,5°
- Periodo: 92,1 minuti

### Attracco con l'ISS
- Aggancio all'ISS: 10 marzo 2001, 6:38:00 UTC
- Sgancio: 19 marzo 2001, 4:32:00 UTC
- Durata dell'attracco: 8 giorni, 21 ore e 54 minuti

### Passeggiate spaziali
- Voss e Helms  - EVA 1
  - Inizio EVA 1: 11 marzo 2001 - 5:12 UTC
  - Fine EVA 1: 11 marzo 2001 - 14:08 UTC
  - Durata: 8 ore e 56 minuti
- Thomas e Richards  - EVA 2
  - Inizio EVA 2: 13 marzo 2001 - 5:23 UTC
  - Fine EVA 2: 13 marzo 2001 - 11:44 UTC
  - Durata: 6 ore e 21 minuti